# 谷衛成
谷 衛成（たに もりなり）は、江戸時代前期の丹波国山家藩の世嗣。通称は内蔵助。

## 略歴
初代藩主・谷衛友の長男として誕生した。母は木下氏。正室は堀秀政の娘。
家督を相続することなく、寛永3年（1626年）に45歳で没した。代わって4弟・衛政が嫡子となり、のちに家督を継いだ。なお、衛成の3女は衛政の嫡男・衛利の正室となり、第3代藩主・谷衛広の生母となっている。